# 海域アジア遺産調査
海域アジア遺産調査（かいいきアジアいさんちょうさ、英語: Maritime Asia Heritage Survey: MAHS)は、南アジア海域の消滅の危機に瀕する文化遺産を記録し、成果をオープンアクセスかつ永久に保存するデジタルアーカイブ構築を目的とした五年間のプロジェクトである。

## 本部と協力機関
MAHSは京都大学東南アジア地域研究研究所（CSEAS）に本部を置き、南洋工科大学シンガポール地球観測所（EOS)や対象地であるモルディブ、インドネシアなどの国家レベルの機関と連携して活動を行なっている。MAHSの代表者はR. マイケル・フィーナー、共同研究者はパトリック・デイリーと石川登である。また、MAHSはリズベット・ラウジングとペーター・ボールドウィンにより設立された慈善基金のアルカディア基金から資金提供を受けている。 

## プロジェクト発足の経緯と概要

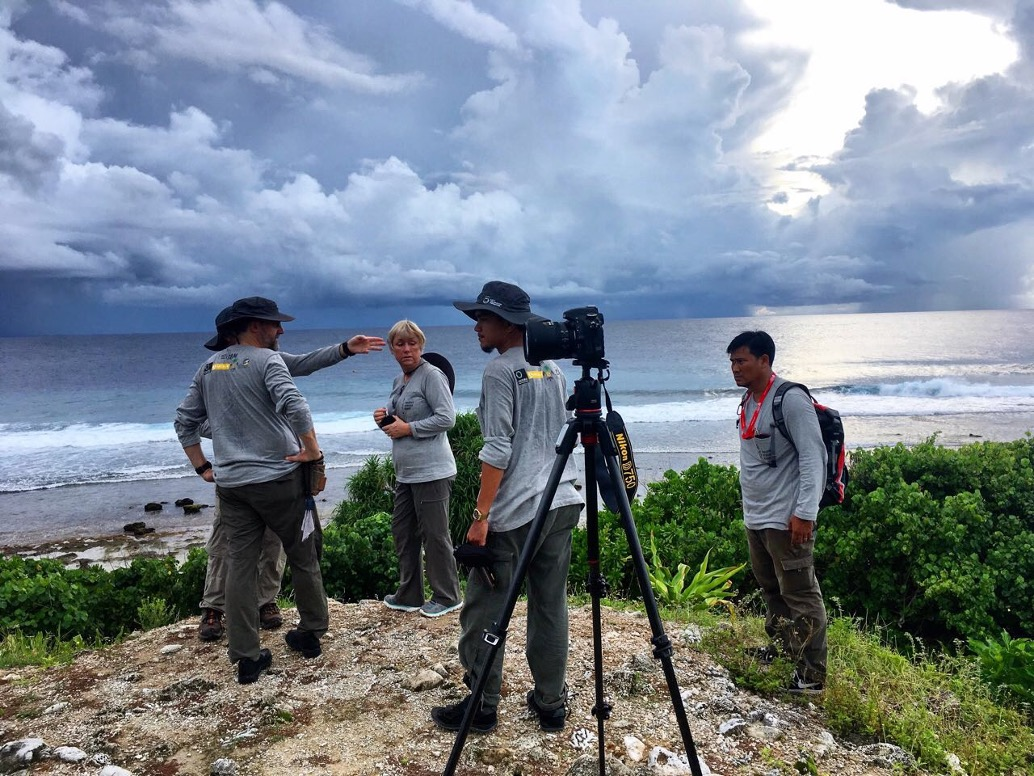
MHSの調査風景

南アジア海域では、過去数世紀にわたる活発な交易、布教、巡礼などの活動を通じて、地域を超えた文化的・宗教的伝統が独自の表現形式と融合し、多様な物質文化を生み出してきた。また、地域固有の地理的・気候的条件から津波、サイクロン、洪水、地震などの自然災害がしばしば発生し、人々の生活や政治形態のあり方に大きな影響を与えてきた。さらに、近年では、加速する気候変動、無計画な開発、急速な都市化、故意の破壊行為によって、南アジア海域の文化遺産は大きな被害を受けている。MAHSは、このような危機に瀕した史跡、遺跡、構造物、歴史資料、遺物を特定•記録し、後世に受け継ぐ活動を行なっている。 

## モルディブ遺産調査 (MHS)
モルディブ遺産調査(Maldives Heritage Survey: MHS)は、MAHSの試験的プロジェクトとして2018年から2020年にモルディブの五つの環礁で実施された。MHSでは、現地調査に適した手法や手順の開発が行われ、その知識と経験はMAHSへと引き継がれた。

## 海域アジア遺産調査 (MAHS)

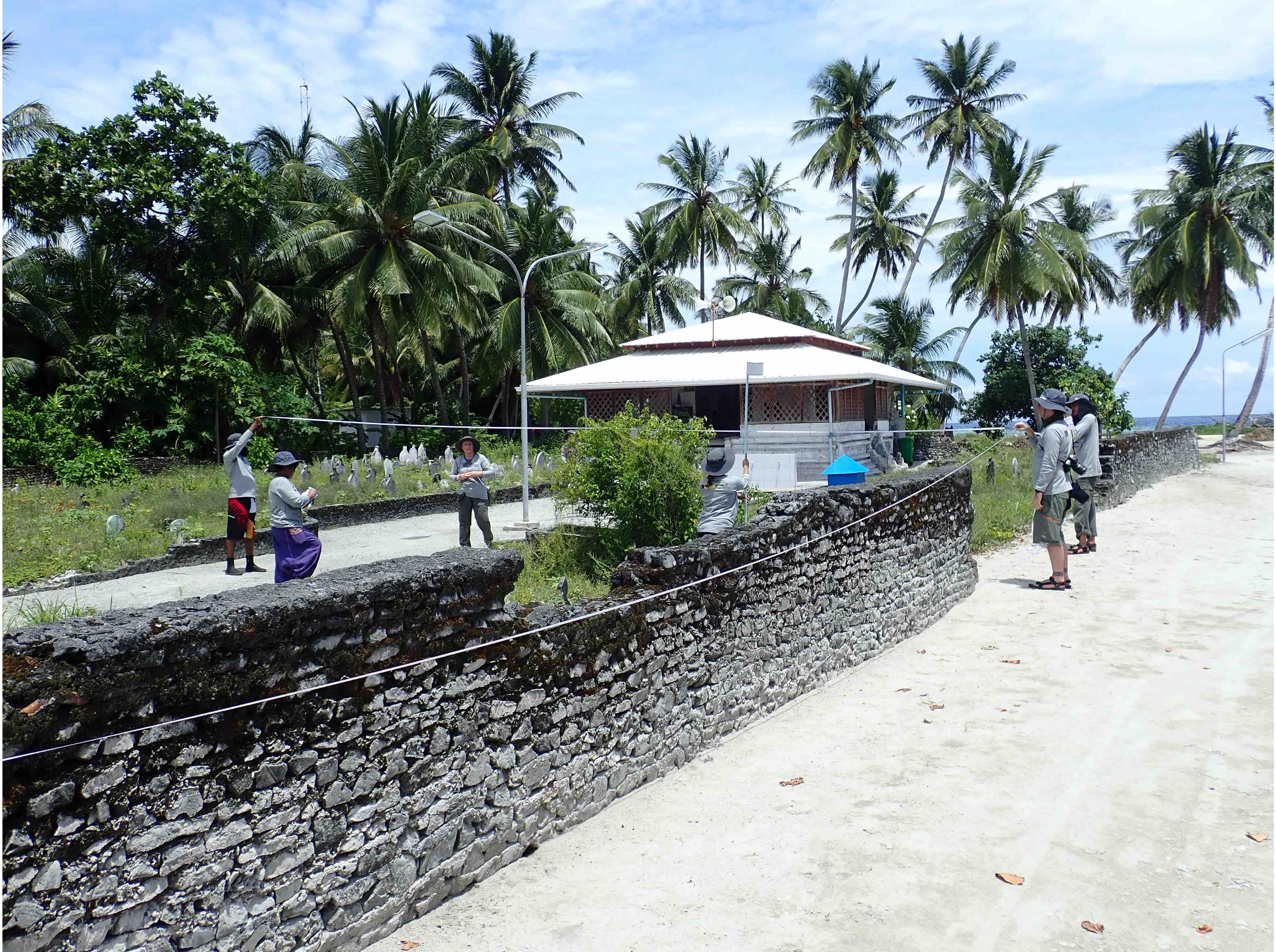
MAHSの調査風景

### プロジェクト対象地
モルディブ、スリランカ、ベトナム、インドネシアの四カ国をプロジェクト対象地としている。

### プロジェクトスコープ
- モルディブは、かつて仏教社会であったが、1153年にイスラム教に改宗し、以降イスラム化が進展した。
- スリランカは、仏教徒が多数を占めるが、歴史的にヒンズー教徒、イスラム教徒、キリスト教徒が一定割合存在し、多様性に富む。
- ベトナムは、地域の文脈に沿った仏教、儒教、キリスト教の影響を受けた文化遺産やチャム文明の歴史的遺産など、多様な遺産を有する。
- インドネシアは南アジアの二つのモンスーンを利用した海上貿易の要衝に位置し、その文化遺産は、ヒンドゥー教、仏教、キリスト教、中国文化、その他多くの先住民文化の歴史的相互作用を反映している。また、インドネシアは現在、世界最多のイスラム教徒を有する国である。

### 調査手法

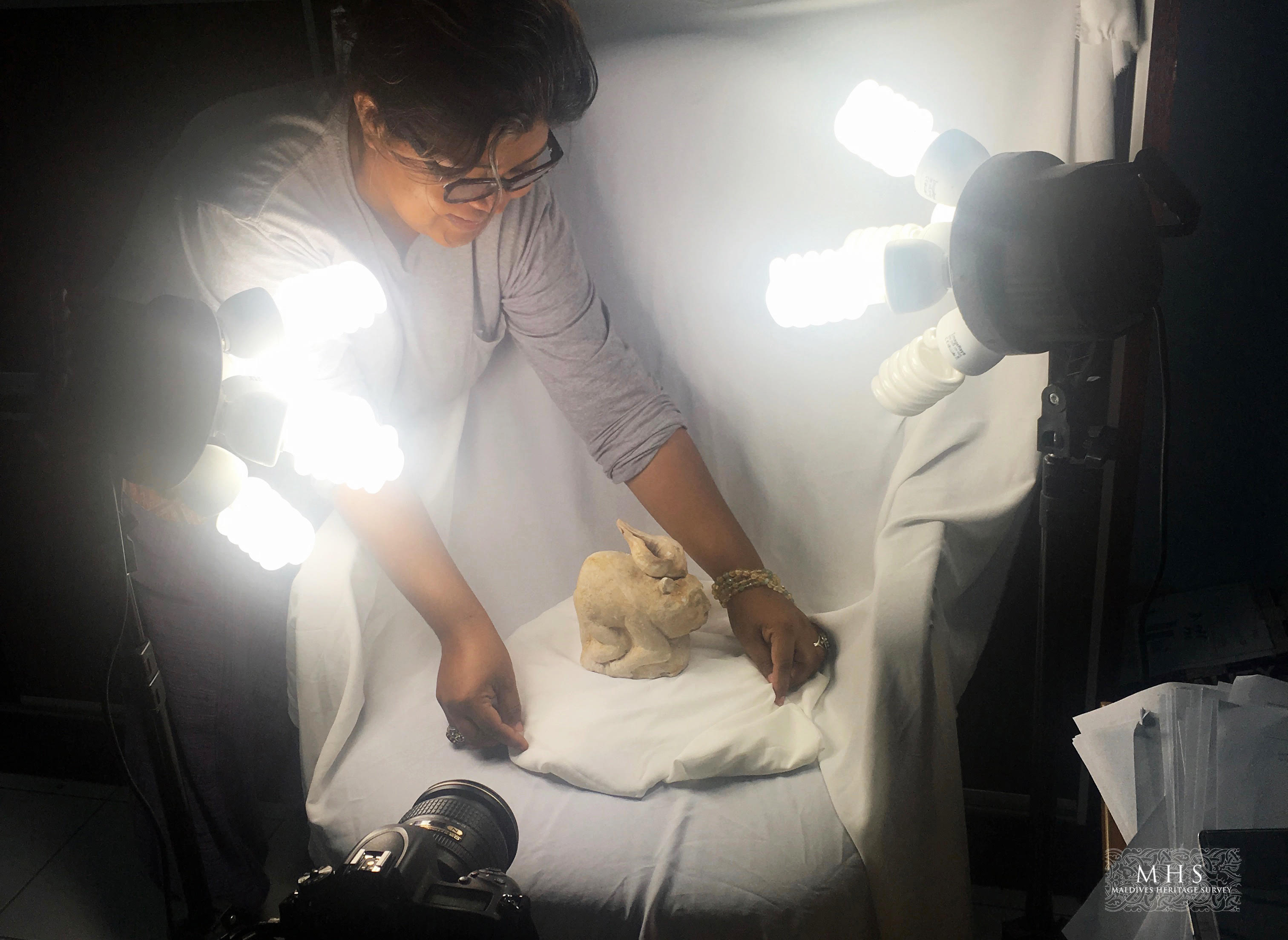
獣形オイルランプの撮影風景

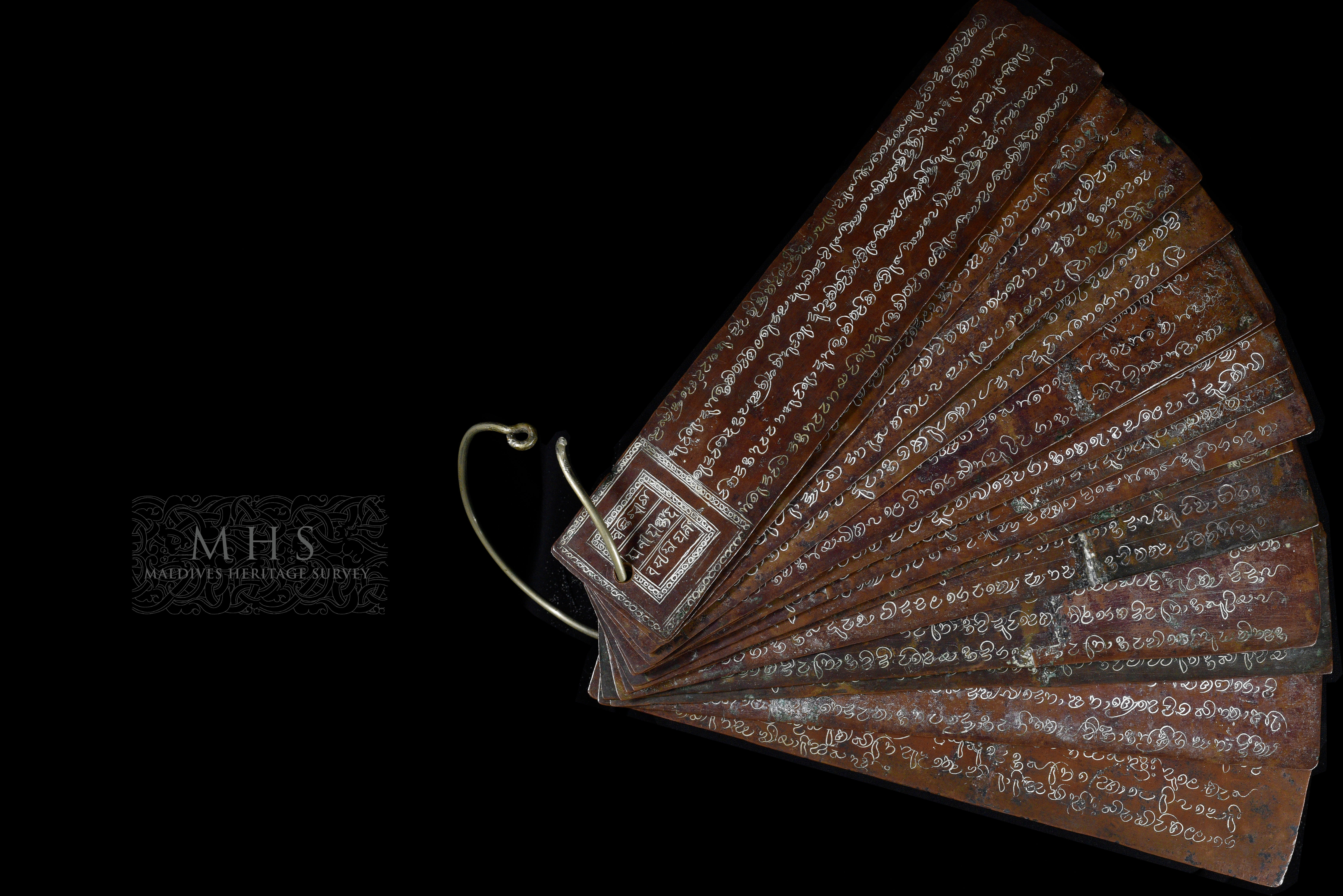
デジタル写本

プロジェクト対象地では、当該地の協力機関と連携して、フィールド調査•記録を行う専任の調査チームを設置し、装備の付与及び調査の訓練を行っている。調査チームはGPS/RTK(リアルタイム・キネティック)測量、デジタル写真、IIIF（国際画像相互運用フレームワーク）標準の写本のデジタル化、CADで建築図面や立面図の作成、LiDAR測定など、最新のデジタル技術を用いた多様なマルチメディア資料を生み出している。さらに、調査チームは、物質文化に関連する補足資料として、オーラルヒストリーの収集やドキュメンタリービデオ制作を行っている。

### データの構成
MAHSは、調査チームがフィールドで集めたデータに加えて、過去に対象地で行われたさまざまな調査データや世界中の博物館に収蔵された関連資料のデータを共有し、MAHSのフレームワークのなかに統合することで、強固で使いやすく、安定的なオンラインアーカイブを実現している。これにより、さまざまな国から集められた資料のオープンアクセス化が可能となり、南アジア海域史の比較研究が容易になると考えられる。また、資料を文化遺産マネジメントや地域社会で活用することも期待される。

### オンラインアーカイブの構造
MAHSが収集・処理したデータは、オンラインアーカイブを通じてオープンアクセスで公開されている。また、MAHSの全データは、京都大学とオックスフォード大学ボドリアン図書館リサーチアーカイブのデジタルレポジトリに永久保存される予定である。さらに、LiDARスキャンや写真測量による三次元点群データファイルはOpenHeritag3Dを通じてクリエイティブ・コモンズライセンスで提供される。
MAHSオンラインアーカイブは、以下の項目で構成されている:

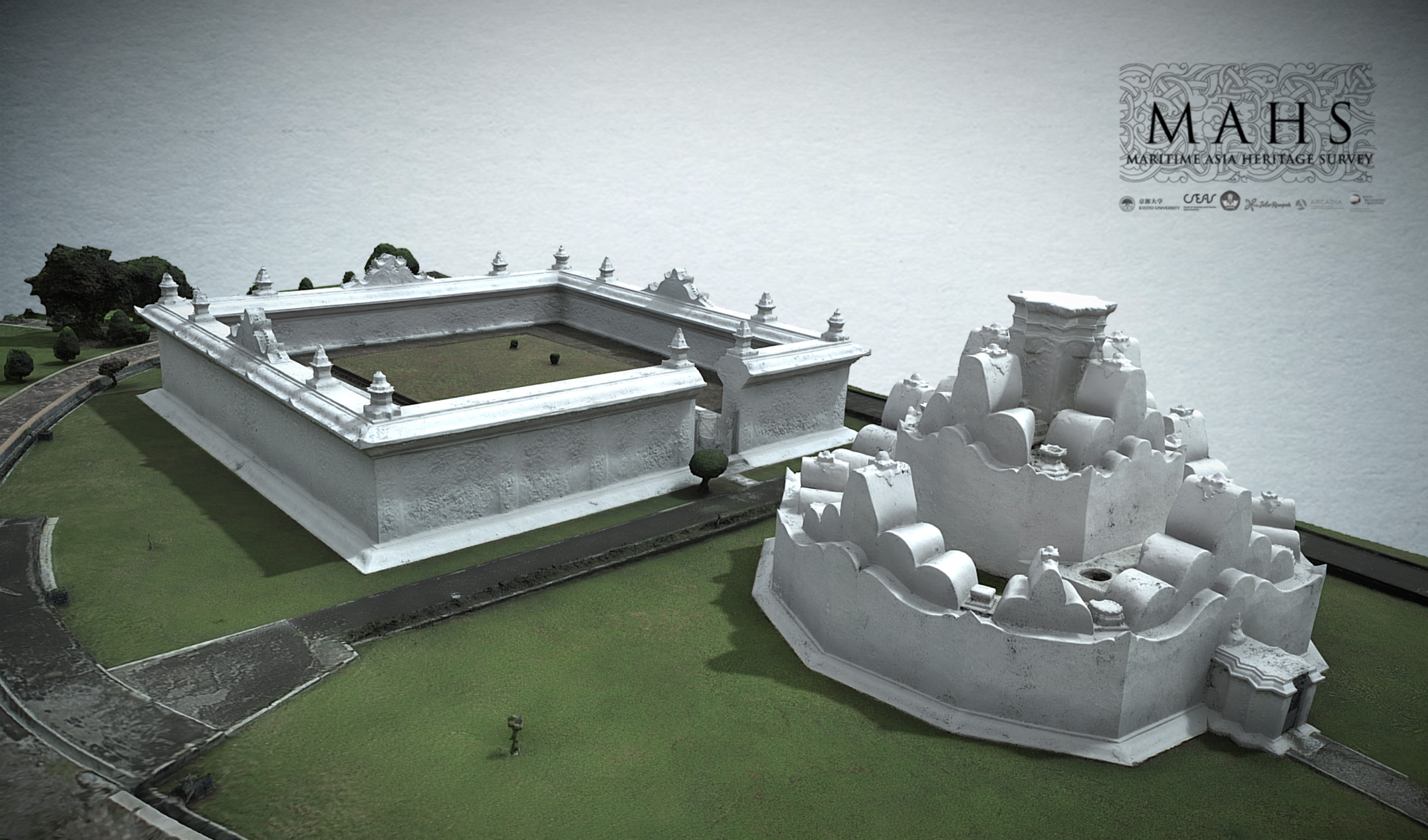
アチェ王国スルタン宮殿敷地内の3Dモデル

- MAHS調査チームによるフィールドデータを基にArchesプラットフォーム上に構築されたGISデータベースと世界中の協力機関から提供された既存のデータセット

- LiDAR スキャンデータおよび写真測量により作成された史跡、遺跡、構造物、遺物の３Dモデル

- MAHSのフィールド調査で記録された史跡、遺跡に関連する歴史や現代社会との関係性について地元コミュニティへのインタビューを記録した映像記録

- MAHSのフィールド調査で記録、または地方・国立博物館所蔵資料を記録したデジタル写本。テキストとテキストに付随するメタデータは、MAHSのウェブサイト上でディープズーム機能を持つプラグインによって多様なテキストの形式と内容の両側面から観察することができる。

- LiDARと写真測量に含まれる空間情報

- 南アジア海域の歴史、伝統、文化遺産のデジタルキュメンテーションに関する新たなアプローチ、関連分野の新刊書籍などに関する短いエッセイで構成されたMAHS友の会ブログ

- カスタム化資料 はMAHSの資料をよりよく理解するための補足資料で、以下の要素が含まれる:
  - Tiki-Tokiタイムラインメーカーにより2Dおよび３Dで視覚化された対象地の歴史年表。PDF形式でも閲覧可能。
  - 建築様式、装飾モチーフ、物質文化に関するさまざま要素を現地の用語で解説した図解用語集
  - MAHSプロジェクト対象地域に関するオープンアクセスの研究資料を集めたバーチャルライブラリー